# Суркино
Су́ркино (рос. Суркино, ерз. Суркино) — присілок у складі Лямбірського району Мордовії, Росія. Входить до складу Кривозер'євського сільського поселення.

## Населення
Населення — 406 осіб (2010; 388 у 2002).
Національний склад (станом на 2002 рік):
- татари — 96 %